# Дайгуси
ГЕС Дайгуси (代古寺水电站) — гідроелектростанція в центральній частині Китаю у провінції Ганьсу. Знаходячись після ГЕС Shuǐbóxiá, входить до складу каскаду на річці Байлун, правій притоці Цзялінцзян, яка, своєю чергою, є лівою притокою Цзіньші (верхня течія Янцзи).
У межах проекту річку перекрили бетонною арковою греблею висотою 52 метри та довжиною 98 метрів. Вона утримує водосховище з об'ємом 10,7 млн м3 та припустимим коливанням рівня поверхні під час операційної діяльності між позначками 1706 та 1710 метрів НРМ (під час повені до 1711,8 метра НРМ).
Зі сховища через правобережний гірський масив прокладено дериваційний тунель завдовжки приблизно 6 км, який подає ресурс до наземного машинного залу. Тут встановлено три турбіни типу Френсіс потужністю по 29,9 МВт (номінальна потужність станції рахується як 87 МВт), котрі використовують напір до 85 метрів (номінальний напір 70,5 метра) та забезпечують виробництво 375 млн кВт-год електроенергії на рік.